# 14e Golden Globe Awards
De 14e Golden Globe Awards, waarbij prijzen werden uitgereikt in verschillende categorieën voor de beste Amerikaanse films van 1956, vond plaats in 28 februari 1957 in het Hollywood Roosevelt Hotel in Los Angeles, Californië.

## Winnaars
- Beste film - Best Picture - Drama
  - Around the World in Eighty Days
- Beste film - Best Picture - Musical of Komedie
  - The King and I
- Beste acteur - Best Actor - Drama
  - Kirk Douglas, Lust for Life
- Beste acteur - Best Actor - Musical of Komedie
  - Cantinflas, Around the World in Eighty Days
- Beste actrice - Best Actress - Drama
  - Ingrid Bergman, Anastasia
- Beste actrice - Best Actress - Musical of Komedie
  - Deborah Kerr, The King and I
- Beste regisseur - Best Director
  - Elia Kazan, Baby Doll
- Beste buitenlandse film - Best Foreign Language Film
  - Before Sundown (West-Duitsland)
  - The Girl in Black (Griekenland)
  - Richard III (Verenigd Koninkrijk)
  - Roses on the Arm (Japan)
  - War and Peace (Italië)
  - The White Reindeer (Finland)